# Amanda Frösell
Amanda Charlotta Frösell, tidigare Linnman, ursprungligen Johansson, född 22 februari 1876 i Eks landskommun, Skaraborgs län, död 27 juli 1928 i Stockholm, var en svensk socialdemokratisk politiker, partifunktionär och fackföreningsfunktionär. Hon var också engagerad i den kvinnliga rösträttsrörelsen.
Den 31 december 1898 gifte hon sig med tidningsredaktören Gottfrid Frösell. Tillsammans verkade de under flera år i arbetarrörelsens tjänst. Hon var med och bildade Socialdemokratiska kvinnornas samorganisation år 1912 och var en period dess ordförande. Hon tillhörde den till 1920, då det socialdemokratiska kvinnoförbundet (S-kvinnor) konstituerades. Även inom detta förbund intog hon en framskjuten ställning. Hon var en särskilt aktiv deltagare i den kvinnliga rösträttsrörelsen och ägnade stort intresse för fackföreningsrörelsen.
Efter sin makes död 1907 fick Amanda Frösell anställning på socialdemokratiska partistyrelsens expedition och senare hos Träarbetareförbundet, där hon stannade till 1910. 1909 blev hon den första kvinnliga styrelseledamoten i Stockholms arbetarekommun. Därefter hade hon en blomsterhandel i Stockholm, först vid Drottninggatan och sedermera vid Upplandsgatan.
Frösell avled i Stockholm och är begravd tillsammans med sin make i familjegraven i Karlstad.